# NS 2800 (diesellocomotief)
De NS-locserie 2800 bestond uit één diesellocomotief, een prototype dat tussen 1962 en 1968 werd ingezet door de Nederlandse Spoorwegen.
De loc met dieselelektrische aandrijving werd gebouwd door het Nederlandse Werkspoor en het Franse Schneider Electric. Het was de sterkste diesellocomotief van de NS tot de komst van de 6400-en, zo'n 25 jaar later. Net als bij de enkele jaren eerder gebouwde 2530 was de 2801 voorzien van een hoge cabine met goed uitzicht. De loc had een lichtblauwe kleur. De loc was bestemd voor het trekken van zware goederentreinen, maar stond meestal met defecten in de werkplaats.
Deze loc was eigenlijk bedoeld als prototype voor een Europese standaardlocomotief en zou daarom eigenlijk in alle deelnemende landen proefrijden. Door de vele storingen en vooral omdat er in Europa helemaal geen behoefte bestond aan een standaardtype is het daarvan nooit gekomen. Zij kreeg wegens het groot aantal defecten de bijnaam "Kreupele Marie", werd in 1968 buiten dienst gesteld en in 1970 afgevoerd.